# Жизнь замечательных людей. Малая серия
«Жизнь замечательных людей. Малая серия» — серия биографических книг, выпускавшихся издательством «Молодая гвардия».
Издание линейки «малой серии» в серии «ЖЗЛ» начато в 1989 году. К 2020 году в ней вышло 105 томов.
От «классической» серии ЖЗЛ «малая» отличается только объёмом материала, в тексты не вносится каких-либо упрощений. При этом характерно появление нескольких биографий одних и тех же людей, вышедших в разных сериях ЖЗЛ: так, биографии Николая I посвящена книга Л. В. Выскочкова, изданная в 2004 году в основной серии ЖЗЛ, и книга Д. И. Олейникова, изданная в «Малой серии» в 2012 году.
Ряд вышедших в серии книг отмечены наградами, так А. М. Туркову — за книгу «Твардовский» из серии (2010) присвоена Премия Правительства Российской Федерации (2012).

## Список книг серии

### 1989 год
- Вып. 1. Успенский В. Д. Зоя Космодемьянская. — 1989. — 240 с. — 100 000 экз. — ISBN 5-235-01087-6.
- Вып. 2. Яковлев Г. Н. Никита Изотов. — 1989. — 240 с. — 100 000 экз. — ISBN 5-235-01086-8.

### 1990 год
- Вып. 3. Дёмин Л. М. Семён Дежнёв. — 1990. — 368 с. — 100 000 экз. — ISBN 5-235-01452-9.

### 1991 год
- Вып. 4. Штоль Г. Генрих Шлиман. Мечта о Трое. — 1991. — 432 с. — 100 000 экз.
- Вып. 4. Штоль Г. Генрих Шлиман. Мечта о Трое. — 2-е изд. 1991. — 432 с. — 100 000 экз.

### 2009 год
- Вып. 1. Воронский А. К. Гоголь / Вступ. ст. В. А. Воропаева. — 2-е изд. 2009. — 448 с. — 3000 экз. — ISBN 978-5-235-03228-6.
- Вып. 2. Марков С. А. Михаил Ульянов. — 2009. — 432 с. — 5000 экз. — ISBN 978-5-235-03269-9.
- Вып. 3. Старосельская Н. Д. Виктор Авилов. — 2009. — 432 с. — 5000 экз. — ISBN 978-5-235-03265-1.

### 2010 год
- Вып. 4. Гейзер М. М. Фаина Раневская. — 2010. — 308 с. — 3000 экз. — ISBN 978-5-235-03290-3.
- Вып. 5. Карпов А. Ю. Великий князь  Александр Невский. — 2010. — 336 с. — 3000 экз. — ISBN 978-5-235-03312-2.
- Вып. 6. Турков А. М. Александр Твардовский. — 2010. — 416 с. — 3000 экз. — ISBN 978-5-235-03330-6.
- Вып. 7. Гейзер М. М. Фаина Раневская. — 2-е изд. — 2010. — 320 с. — 3000 экз. — ISBN 978-5-235-03372-6.
- Вып. 8. Нечаев С. Ю. Торквемада. — 2010. — 304 с. — 3000 экз. — ISBN 978-5-235-03360-3.
- Вып. 9. Чайковская В. Тышлер: Непослушный взрослый. — 2010. — 330 с. — 3000 экз. — ISBN 978-5-235-03368-9.
- Вып. 10. Попов В. Г. Довлатов. — 2010. — 355 с. — 3000 экз. — ISBN 978-5-235-03358-0.
- Вып. 13. Попов В. Г. Довлатов. — 2-е изд. — 2010. — 368 с. — 3000 экз. — ISBN 978-5-235-03372-6.

### 2011 год
- Вып. 11. Курукин И. В. Княжна Тараканова. — 2011. — 272 с. — 5000 экз. — ISBN 978-5-235-03405-1.
- Вып. 12. Ливергант А. Я. Киплинг. — 2011. — 320 с. — 4000 экз. — ISBN 978-5-235-03406-8.
- Вып. 14. Плантажене А. Мэрилин Монро. — 2011. — 272 с. — 5000 экз. — ISBN 978-5-235-03409-9.
- Вып. 15. Дешодт Э. Людовик XIV / Пер. с фр. — 2011. — 288 с. — 4000 экз. — ISBN 978-5-235-03428-0.
- Вып. 16. Фоконье Б. Сезанн / Пер. с фр. — 2011. — 320 с. — 4000 экз. — ISBN 978-5-235-03444-0.
- Вып. 18. Муравьёва Т. В. Иван Фёдоров. — 2011. — 338 с. — 3000 экз. — ISBN 978-5-235-03357-3.
- Вып. 19. Старосельская Н. Д. Кирилл Лавров. — 2011. — 368 с. — 3000 экз. — ISBN 978-5-235-03430-3.
- Вып. 20. Мори К. Мольер / Пер. с фр. — 2011. — 320 с. — 5000 экз. — ISBN 978-5-235-03469-3.
- Вып. 23. Курукин И. В. Артемий Волынский. — 2011. — 416 с. — 4000 экз. — ISBN 978-5-235-03476-1.
- Вып. 24. Воронский А. К. Гоголь. 3-е изд. — 2011. — 448 с. — 3000 экз. — ISBN 978-5-235-03481-5.
- Вып. 26. Новиков В. И. Алексей Константинович Толстой. — 2011. — 286 с. — 4000 экз. — ISBN 978-5-235-03474-7.

### 2012 год
- Вып. 17. Баронян Ж. Б. Бодлер. — 2012. — 224 с. — 4000 экз. — ISBN 978-5-235-03445-7.
- Вып. 21. Шово С. Леонардо да Винчи / Пер. с фр. В. Д. Балакина. — 2012. — 283 с. — 5000 экз. — ISBN 978-5-235-03470-9.
- Вып. 22. Паван Жан. Марлен Дитрих / Пер. с фр. Е. В. Пурыжинской. — 2012. — 256 с. — 5000 экз. — ISBN 978-5-235-03472-3.
- Вып. 25. Гейзер М. М. Фаина Раневская. — 3-е изд., испр. — 2012. — 320 с. — 4000 экз. — ISBN 978-5-235-03490-7.
- Вып. 27. Балакин В. Д. Екатерина Медичи. — 2012. — 304 с. — 5000 экз. — ISBN 978-5-235-03495-2.
- Вып. 28. Гейзер М. М. Зиновий Гердт. — 2012. — 272 с. — 5000 экз. — ISBN 978-5-235-03493-8.
- Вып. 29. Григорьев Б. Н. Королева Кристина. — 2012. — 459 с. — 5000 экз. — ISBN 978-5-235-03512-6.
- Вып. 30. Володихин Д. М. Малюта Скуратов. — 2012. — 260 с. — 5000 экз. — ISBN 978-5-235-03524-9.
- Вып. 31. Дешодт Э. Аттила. — 2012. — 206 с. — 5000 экз. — ISBN 978-5-235-03517-1.
- Вып. 32. Эрлихман В. В. Робин Гуд. — 2012. — 254 с. — 5000 экз. — ISBN 978-5-235-03529-4.
- Вып. 33. Борисов В. П. Зворыкин. — 2012(2013). — 224 с. — 3000 экз. — ISBN 978-5-235-03519-5.
- Вып. 34. Сексик Л. Эйнштейн / Пер. с фр. — 2012. — 270 с. — 5000 экз. — ISBN 978-5-235-03535-5.
- Вып. 35. Пикон Софи-Од. Сара Бернар / Пер. с фр. — 2012. — 256 с. — 5000 экз. — ISBN 978-5-235-03511-9.
- Вып. 36. Олейников Д. И. Николай I. — 2012. — 352 с. — 5000 экз. — ISBN 978-5-235-03537-9.
- Вып. 38. Кожурин К. Я. Боярыня Морозова. — 2012. — 380 с. — 5000 экз. — ISBN 978-5-235-03559-1.
- Вып. 39. Филлипетти Сандрин. Стендаль / Пер. с фр. — 2012. — 288 с. — 5000 экз. — ISBN 978-5-235-03565-2.

### 2013 год
- Вып. 37. Экштут С. А. Тютчев: Тайный советник и камергер. — 2013. — 263 с. — 5000 экз. — ISBN 978-5-235-03556-0.
- Вып. 40. Шампиньоль Б. Роден. — 2013. — 249 с. — 5000 экз. — ISBN 978-5-235-03583-6.
- Вып. 41. Нечаев С. Ю. Талейран. — 2013. — 388 с. — 5000 экз. — ISBN 978-5-235-03569-0.
- Вып. 42. Баронян Ж. Б. Артюр Рембо. — 2013. — 170 с. — 4000 экз. — ISBN 978-5-235-03596-6.
- Вып. 43. Жордис К. Махатма Ганди. — 2013. — 328 с. — 5000 экз. — ISBN 978-5-235-03582-9.
- Вып. 44. Цимбаева Е. Н. Агата Кристи. — 2013. — 350 с. — 5000 экз. — ISBN 978-5-235-03600-0.
- Вып. 45. Нечаев С. Ю. Марко Поло. — 2013. — 4000 экз. — ISBN 978-5-235-03601-7.
- Вып. 46. Люстров М. Ю. Фонвизин. — 2013. — 318 с. — 4000 экз. — ISBN 978-5-235-03618-5.
- Вып. 47. Филин М. Д. Ольга Калашникова: «Крепостная любовь» Пушкина. — 2013. — 210 с. — 3000 экз. — ISBN 978-5-235-03621-5.
- Вып. 48. Марков С. А. Онассис: Проклятие богини. — 2013. — 368 с. — 4000 экз. — ISBN 978-5-235-03622-2.
- Вып. 49. Карпов А. Ю. Великий князь Александр Невский. 2-е изд. — 2013. — 329 с. — 4000 экз. — ISBN 978-5-235-03644-4.
- Вып. 50. Бондаренко В. Г. Лермонтов. — 2013. — 576 с. — 5000 экз. — ISBN 978-5-235-03622-2.
- Вып. 51. Кредов С. А. Дзержинский. — 2013. — 359 с. — 5000 экз. — ISBN 978-5-235-03638-3.
- Вып. 52. Тайяндье Ф. Бальзак / Пер. с фр. — 2013. — 206 с. — 4000 экз. — ISBN 978-5-235-03650-5.
- Вып. 54. Букша К. С. Малевич. — 2013. — 336 с. — 4000 экз. — ISBN 978-5-235-03656-7.

### 2014 год
- Вып. 53. Нечаев С. Ю. Сальери. — 2014. — 313 с. — 4000 экз. — ISBN 978-5-235-03654-3.
- Вып. 55. Алексеев С. В. Игорь Святославич. — 2014. — 348 с. — 4000 экз. — ISBN 978-5-235-03664-2.
- Вып. 56. Отрошенко В. О. Сухово-Кобылин: Роман-расследование о судьбе и уголовном деле русского драматурга. — 2014. — 299 с. — 4000 экз. — ISBN 978-5-235-03666-6.
- Вып. 57. Альбер Бенсуссан Гарсиа Лорка. — 2014. — 400 с. — ISBN 978-5-235-03671-0.
- Вып. 58. Ливергант А. Я. Оскар Уайльд. — 2014. — 320 с. — 3000 экз. — ISBN 978-5-235-03681-9.
- Вып. 59. Писаренко К. А. Елизавета Петровна. — 2014. — 464 с. — 5000 экз. — ISBN 978-5-235-03682-6.
- Вып. 60. Новиков В. И. Пушкин. — 2014. — 256 с. — 5000 экз. — ISBN 978-5-235-03691-8.
- Вып. 61. Лосев А. Ф., Тахо-Годи А. А. Платон: Миф и реальность. — 2014. — 320 с. — ISBN 978-5-235-03719-9.
- Вып. 62. Лосев А. Ф., Тахо-Годи А. А. Аристотель: В поисках смысла. — 2014. — 296 с. — 3000 экз.
- Вып. 63. Цимбаева Е. Н. Крылов. — 2014. — 333 с. — 3000 экз. — ISBN 978-5-235-03692-5.
- Вып. 64. Елисеева О. И. Екатерина Дашкова. — 2015. — 576 с. — ISBN 978-5-235-03740-3.
- Вып. 65. Голикова Н. Ю. Любовь Орлова. — 2014. — 240 с. — ISBN 978-5-235-03745-8.
- Вып. 66. Козляков В. Н. Царица Евдокия, или Плач по Московскому царству. — 2014. — 320 с. — ISBN 978-5-235-03724-3.
- Вып. 67. Ляшенко Л. М. Александр I: Самодержавный республиканец. — 2014. — 352 с. — ISBN 978-5-235-03731-1.
- Вып. 68. Экштут C. А. Юрий Трифонов: Великая сила недосказанного. — 2014. — 400 с. — ISBN 978-5-235-03747-2.
- Вып. 69. Бернар Фоконье Бетховен. — Палимпсест, 2014. — 256 с. — 3000 экз. — ISBN 978-5-235-03748-9.
- Вып. 70.Бондаренко А. Ю. Вадим Негатуров. — 2014. — 240 с. — 3000 экз. — ISBN 978-5-235-03759-5.
- Вып. 71. Рене Мажор, Шанталь Талагран Фрейд. — 2014. — 320 с. — 3000 экз. — ISBN 978-5-235-03753-3.
- Вып. 73. Торопова В. Н. Сергей Дурылин: Самостояние. — 2014. — 352 с. — ISBN 978-5-235-03702-1.
- Вып. 76. Бондаренко А. Ю. Михаил Орлов. — 2014. — 480 с. — 3000 экз. — ISBN 978-5-235-03699-4.

### 2015 год
- Вып. 72. Бернар Фоконье.Флобер. — 2015. — 304 с.. — ISBN 978-5-235-03758-8.
- Вып. 74. Карпов А. Ю. Великий князь Владимир Мономах. — 2015. — 400 с. — ISBN 978-5-235-03755-7.
- Вып. 75. Жан Пьер Оль. Диккенс. — 2015. — 304 с.. — ISBN 978-5-235-03770-0.
- Вып. 77. Калгин В. Н. Виктор Цой. — 2015. — 368 с. — ISBN 978-5-235-03751-9.
- Вып. 78. Бондаренко В. Г. Лермонтов. 2-е изд. — 2015. — 576 с. — ISBN 978-5-235-03710-6.
- Вып. 79. Ливергант А. Я. Фицджеральд. — 2015. — 320 с. — ISBN 978-5-235-03779-3.
- Вып. 80. Замостьянов А. А. Фельдмаршал Румянцев. — 2015. — 352 с. — ISBN 978-5-235-03774-8.
- Вып. 81. Мерлино Б. Феллини. — 2015. — 320 с. — ISBN 978-5-235-03780-9.
- Вып. 82. Сергеева-Клятис А. Ю. Пастернак. — 2015. — 368 с. — ISBN 978-5-235-03776-2.
- Вып. 83. Попов В. Г. Зощенко. — 2015. — 528 с. — ISBN 978-5-235-03786-1.
- Вып. 84. Васькин А. А. Щусев. — 2015. — 464 с. — ISBN 978-5-235-03807-3.
- Вып. 85. Бондаренко В. Г. Бродский. — 2015. — 448 с. — ISBN 978-5-235-03802-8.
- Вып. 86. Фаликов И. З. Борис Рыжий. — 2015. — 384 с. — ISBN 978-5-235-03825-7.
- Вып. 87. Шмидт Жоэль Александр Македонский. — 2015. — 304 с. — ISBN 978-5-235-03805-9.
- Вып. 88. Десятерик В. И. Иван Сытин. — 2015. — 256 с. — ISBN 978-5-235-03795-3.
- Вып. 89. Лебуше М. Бах. — 2015. — 304 с. — ISBN 978-5-235-03830-1.
- Вып. 90. Васильев П. А., Лыткин О. Ю. Гвардия советского футбола. — 2015. — 384 с. — ISBN 978-5-235-03818-9.
- Вып. 91. Попов В. Г. Довлатов. 3-е изд. — 2015. — 368 с. — ISBN 978-5-235-03843-1.
- Вып. 92. Емельянов В. В. Гильгамеш. — 2015. — 368 с. — ISBN 978-5-235-03800-4.
- Вып. 93. Мейер-Стабли Б. Одри Хепбёрн. — 2015. — 336 с. — ISBN 978-5-235-03831-8.
- Вып. 94. Кушниров М. А. Ольга Чехова. — 2015. — 340 с. — ISBN 978-5-235-03832-5.
- Вып. 95. Труссон Р. Жан-Жак Руссо. — 2015. — 336 с. — ISBN 978-5-235-03854-7.
- Вып. 97. Калгин В. Н. Виктор Цой. 2-е изд. — 2015. — 368 с. — ISBN 978-5-235-03751-9; 978-5-235-03867-7.

### 2016 год
- Вып. 96. Субботина Г. А. Марсель Пруст. — 2016. — 320 с. — ISBN 978-5-235-03866-0.
- Вып. 98. Левина И. В., Володихин Д. М. Пётр и Феврония. — 2016. — 255 с. — ISBN 978-5-235-03865-3.
- Вып. 99. Бондаренко М. Е. Меценат. — 2016. — 288 с. — ISBN 978-5-235-03875-2.
- Вып. 100.
- Вып. 101. Бондаренко В. Г. Бродский. Русский поэт. — 2-е изд. — 2016. — 448 с. — ISBN 978-5-235-03888-2.
- Вып. 102. Карташов Н. А. Крамской. — 2016. — 256 с. — ISBN 978-5-235-03882-0.
- Вып. 103. Ветлугина А. М. Игнатий Лойола. — 2016. — 320 с. — ISBN 978-5-235-03902-5.
- Вып. 104. Петров М. А. Эль Греко. — 2016. — 272 с. — ISBN 978-5-235-03904-9.
- Вып. 105. Быков Д. Л. Горький. — 2016. — 304 с. — ISBN 978-5-235-03883-7.
- Вып. 106. Тараторкин Ф. Г. Василий Блаженный. — 2016. — 224 с. — ISBN 978-5-235-03933-9.

### 2017 год
- Вып. 107. Махов А. Б. Джорджоне. — 2017. — 224 с. — ISBN 978-5-235-03944-5.
- Вып. 108. Шмидт Ж. Гёте. — 2017. — 336 с. — ISBN 978-5-235-03975-9.
- Вып. 109. Шово С. Леонардо да Винчи. — 2-е изд. — 2017. — 288 с. — ISBN 978-5-235-03987-2.
- Вып. 110. Кондрашов В. Б. Рихард Зорге. — 2017. — 400 с. — ISBN 978-5-235-04017-5.

### 2018 год
- Вып. 111. Бондаренко В. Г. Игорь Северянин. — 2018. — 416 с. — ISBN 978-5-235-04054-0.
- Вып. 112. Левина И. В., Володихин Д. М. Пётр и Феврония. 2-е изд. — 2018. — 256 с. — ISBN 978-5-235-4073-1.

### 2020 год
- Вып. 113. Осыков А. И., Осыков Б. И. Ерошенко: Жил, путешествовал, писал. — 2020. — 233 с. — ISBN 978-5-235-04379-4.